# Половинский район
Полови́нский райо́н — административно-территориальная единица (район) в Курганской области России. В рамках организации местного самоуправления в границах района существует муниципальное образование Половинский муниципальный округ (с 2004 до 2021 гг. — муниципальный район).
Административный центр — село Половинное.

## География
Район расположен в юго-восточной части Курганской области и граничит с Костанайской и Северо-Казахстанской областями Республики Казахстан и с Притобольным, Кетовским, Варгашинским, Лебяжьевским, Макушинским районами области.
Две трети территории района — степи. Лес занимает северо-западную часть района. Земли сельскохозяйственного назначения составляют 76,8 % земельного фонда район. Земли лесного фонда составляют 36044 га, из них 100 % предоставлено в аренду ОАО «Глядянский лесхоз» для заготовки древесины.
Общая площадь охотничьих угодий в районе составляет 267,5 тыс. га, из них переданы в долгосрочное пользование шести охотпользователям — 152,2 тыс. га. Площадь общедоступных охотничьих угодий — 71,5 га. Количество рыбопромысловых участков — 31, передано в пользование — 26.
В районе насчитывается 101 озеро, в которых водится карась, сазан, окунь, пелядь, ротан, щука. Из диких животных обитают лоси, косули, заяц, барсуки, лисицы, из птиц куропатки, тетерева. На болотах гнездятся утки, серый гусь, камышовка, большая выпь и другие. В районе встречаются животные, птицы, насекомые, растения, занесённые в Красную книгу Курганской области..
На территории района расположены три ООПТ Половинский государственный природный (зоологический) заказник, памятники природы «Верховые болота», урочище «Зеленый борок».

### Климат
Характерной особенностью климата Половинского района является недостаточное увлажнение с периодически повторяющейся засушливостью. Весна короткая и холодная, часто наблюдаются заморозки до июня. Зимой наибольшее количество морозных дней в январе. Продолжительность холодных дней в году 243. Переход среднесуточной температуры воздуха через 0°С происходит весной 13 апреля и осенью 22 октября. Средняя температура июня — +18°, июля — +18,5°, августа — +13,2°. Общее количество безморозных дней колеблется от 108 до 113.
Среднегодовое количество осадков составляет 322 мм. Наибольшее количество осадков выпадает в июне-июле — 48 мм, в августе — 43. Меньше всего в феврале — 9 мм. Февральские метели с видимостью до 500 м продолжаются 10—16 часов. Район находится в условиях средней степени подверженности атмосферным засухам.
Рельеф
Район расположен в юго-западной части Западно-Сибирской низменности, на Тобол-Ишимском водоразделе. Рельеф западной части района приподнят, озёр немного. На востоке появляется больше открытых пространств, число озёр увеличивается. Рельеф более ровный, пониженный.
Водные ресурсы
В районе нет рек и ручьев. Водоёмы представлены в виде озёр и болот (около 40 водоёмов общей площадью 25311 га). Наиболее крупные озёра —Половинное, Долгое, Яровое, Большой Невидим, Малые Байдары, Большие Байдары, Батырево, Кривое, Сухмень, Утичье, Большое Кобылье, Большое Караульное. Большинство озёр — пресные, в некоторых вода минерализована.

## История
Заселение территории района русскими переселенцами началось во второй половине XVIII века после постройки пограничной линии крепостей, которые обезопасили крестьян от набегов кочевников. Заселение производилось на основании указов казённой палаты, согласно которым выделялась земля из расчета 8-10 десятин на ревизскую душу. Самовольное заселение пресекалось. С 1795 по 1812 год образованы первые населенные пункты переселенцами из соседних волостей. С 1830 года появляются переселенцы из центральной части России. Следующий этап заселения происходил во время Столыпинской реформы с 1911 по 1914 годы. На территории района было выделено 34 переселенческих участка.

### 1923—1963 годы
На основании постановления ВЦИК от 3 ноября 1923 года и Декрета ВЦИК от 12 ноября 1923 года в составе Курганского округа Уральской области образован Половинский район с центром в селе Половинном из Байдарской, Башкирской, Половинской, части Лопатинской и Саламатовской волостей Курганского уезда Челябинской губернии. В состав района вошли 18 сельсоветов: Байдарский, Башкирский, Булдакский, Васильевский, Воскреснский, Дубровинский, Жилинский, Золотинский, Казенский, Менщиковский, Новобайдарский, Пищальский, Половинский, Романовский, Успенский, Филипповский, Хлуповский, Чулошинский.
В 1925—1926 годах Дубровинский сельсовет переименован в Малодубровинский сельсовет.
Постановлением Президиума Уралоблисполкома от 31 декабря 1925 года образован Сумкинский сельсоветы.
Постановлением ВЦИК от 1 января 1932 года из упразднённого Глядянского района перечислены: Александровский, Баньшиковский, Гладковский, Давыдовский, Ершовский, Обуховский, Осиновский, Патраковский и Ярославский сельсоветы.
Постановлением ВЦИК от 17 января 1934 года район включён в состав вновь образованной Челябинской области.
Постановлением ВЦИК от 18 января 1935 года во вновь образованный Глядянский район перечислены: Баньшиковский, Гладковский, Давыдовский, Ершовский, Обуховский, Осиновский, Патраковский и Ярославский сельсоветы; во вновь образованный Лопатинский район перечислен Успенский сельсовет.
Указом Президиума Верховного Совета СССР от 6 февраля 1943 года район включён в состав вновь образованной Курганской области.
Указом Президиума Верховного Совета РСФСР от 14 июня 1954 года упразднены Александровский, Воскреснский, Золотинский, Казенский, Малодубровинский, Новобайдарский, Романовский и Хлуповский сельсоветы.
Решением Курганского облисполкома от 30 июля 1962 года упразднены Жилинский, Филипповский и Чулошинский сельсоветы.
Указом Президиума Верховного Совета РСФСР от 1 февраля 1963 года Половинский район упразднён, его сельсоветы перечислены в укрупненный Варгашинский сельский район.

### 1964—1965 годы
Указом Президиума Верховного Совета РСФСР от 3 марта 1964 года образован укрупненный Половинский сельский район с центром в селе Половинном. В состав района вошло 13 сельсоветов: Байдарский, Батыревский, Башкирский, Булдакский, Васильевский, Калашинский, Лопатинский, Менщиковский, Пищальский, Половинский, Сумкинский, Сухменский, Хуторский.

### С 1965 года
Указом Президиума Верховного Совета РСФСР от 12 января 1965 года укрупненный Половинский сельский район преобразован в Половинский район и разукрупнен. Калашинский, Лопатинский и Хуторский сельсоветы перечислены в Лебяжьевский район.
Решением Курганского облисполкома от 28 июня 1965 года Батыревский сельсовет переименован в Яровинский сельсовет.
Решением Курганского облисполкома от 29 марта 1973 года Байдарский сельсовет переименован в Новобайдарский сельсовет.
Решением Курганского облисполкома от 21 октября 1977 года образован Чулошненский сельсовет.
Решением Курганского облисполкома от 24 ноября 1982 года образован Байдарский сельсовет.
Решением Курганского облисполкома от 25 сентября 1984 года образован Воскресенский сельсовет.
Решением Курганского облисполкома от 12 ноября 1986 года образован Привольненский сельсовет.
Постановлением Президиума Курганского областного Совета народных депутатов от 28 июня 1990 года образован Хлуповский сельсовет.
Законом Курганской области от 20 сентября 2018 года упразднены Менщиковский, Новобайдарский, Хлуповский и Чулошненский сельсоветы.
Законом Курганской области от 3 апреля 2019 года упразднён Привольненский сельсовет.
Законом Курганской области от 29 декабря 2021 года № 174 в районе упразднены все сельсоветы, муниципальный район и входившие в его состав сельские поселения были преобразованы путём их объединения к 9 января 2022 года в муниципальный округ.

## Население
| 1926    | 1939    | 1959    | 1970    | 1979    | 1989    | 2002    |
| ------- | ------- | ------- | ------- | ------- | ------- | ------- |
| 27 490  | ↘19 366 | ↘15 709 | ↗19 402 | ↘17 711 | ↘17 123 | ↘16 295 |
| 2009    | 2010    | 2011    | 2012    | 2013    | 2014    | 2015    |
| ↘14 025 | ↘12 255 | ↘12 220 | ↘11 947 | ↘11 567 | ↘11 209 | ↘10 816 |
| 2016    | 2017    | 2018    | 2019    | 2020    | 2021    |         |
| ↘10 654 | ↘10 550 | ↗10 585 | ↘10 301 | ↘10 227 | ↘8180   |         |

## Территориальное устройство
В рамках административно-территориального устройства, до 2021 года район делился на административно-территориальные единицы: 10 сельсоветов.
В рамках муниципального устройства, до 2021 года в одноимённый муниципальный район входили 10 муниципальных образований со статусом сельских поселений.
| №        | Бывшее муниципальное образование | Административный центр | Количество населённых пунктов | Население (чел.) | Площадь (км²) |
| -------- | -------------------------------- | ---------------------- | ----------------------------- | ---------------- | ------------- |
| 1        | Байдарский сельсовет             | село Байдары           | 1                             | ↘414             | 153,77        |
| 2        | Башкирский сельсовет             | село Башкирское        | 1                             | ↘488             | 84,88         |
| 3        | Булдакский сельсовет             | село Булдак            | 2                             | ↘136             | 86,64         |
| 4        | Васильевский сельсовет           | село Васильевка        | 1                             | →237             | 121,65        |
| 5        | Воскресенский сельсовет          | деревня Воскресенское  | 1                             | ↗382             | 82,18         |
| 5.000001 | Менщиковский сельсовет           | село Менщиково         | 2                             | ↘59              | 156,38        |
| 5.000002 | Новобайдарский сельсовет         | село Новые Байдары     | 3                             | ↘445             | 218,96        |
| 6        | Пищальский сельсовет             | село Пищальное         | 2                             | ↘168             | 156,52        |
| 7        | Половинский сельсовет            | село Половинное        | 5                             | ↘4960            | 311,82        |
| 7.000003 | Привольненский сельсовет         | село Привольное        | 2                             | ↘222             | 158,41        |
| 8        | Сумкинский сельсовет             | село Сумки             | 4                             | ↘1302            | 257,57        |
| 9        | Сухменский сельсовет             | село Сухмень           | 3                             | ↗511             | 190,36        |
| 9.000004 | Хлуповский сельсовет             | село Хлупово           | 1                             | ↘486             | 107,15        |
| 9.000005 | Чулошненский сельсовет           | село Чулошное          | 3                             | ↘358             | 277,67        |
| 10       | Яровинский сельсовет             | село Яровое            | 4                             | ↘283             | 364,10        |

Законом Курганской области от 20 сентября 2018 года, в состав Половинского сельсовета были включены все населённые пункты упразднённых Менщиковского, Новобайдарского, Хлуповского и Чулошненского сельсоветов.
Законом Курганской области от 3 апреля 2019 года, в состав Сухменского сельсовета включены 2 населённых пункта Привольненского сельсовета.
Законом Курганской области от 29 декабря 2021 года муниципальный район и все входившие в его состав сельские поселения были упразднены и преобразованы путём их объединения в муниципальный округ; помимо этого были упразднены и сельсоветы района как его административно-территориальные единицы.

## Населённые пункты
В Половинском районе (муниципальном округе) 35 населённых пунктов (все — сельские).
| №  | Населённый пункт | Тип     | Население | Бывшее муниципальное образование |
| -- | ---------------- | ------- | --------- | -------------------------------- |
| 1  | Александровка    | деревня | ↘23       | Половинский сельсовет            |
| 2  | Байдары          | село    | ↘414      | Байдарский сельсовет             |
| 3  | Батырево         | село    | ↘48       | Яровинский сельсовет             |
| 4  | Башкирское       | село    | ↘488      | Башкирский сельсовет             |
| 5  | Булдак           | село    | ↘226      | Булдакский сельсовет             |
| 6  | Васильевка       | село    | →237      | Васильевский сельсовет           |
| 7  | Воздвиженка      | деревня | ↘92       | Привольненский сельсовет         |
| 8  | Воскресенское    | деревня | ↗382      | Воскресенский сельсовет          |
| 9  | Гусинное         | деревня | ↘27       | Яровинский сельсовет             |
| 10 | Дмитриевка       | деревня | ↘28       | Булдакский сельсовет             |
| 11 | Дубровка         | деревня | ↘107      | Половинский сельсовет            |
| 12 | Жилино           | деревня | ↘161      | Половинский сельсовет            |
| 13 | Золотое          | деревня | ↘51       | Сумкинский сельсовет             |
| 14 | Казённое         | деревня | ↘48       | Яровинский сельсовет             |
| 15 | Малодубровное    | деревня | ↘147      | Сумкинский сельсовет             |
| 16 | Марай            | деревня | ↘310      | Половинский сельсовет            |
| 17 | Менщиково        | село    | ↘108      | Половинский сельсовет            |
| 18 | Нахимовка        | деревня | ↘20       | Сухменский сельсовет             |
| 19 | Новая Украинка   | деревня | ↘68       | Половинский сельсовет            |
| 20 | Новые Байдары    | село    | ↘159      | Половинский сельсовет            |
| 21 | Петровка         | деревня | ↘97       | Половинский сельсовет            |
| 22 | Пищальное        | село    | ↘218      | Пищальский сельсовет             |
| 23 | Половинное       | село    | ↘3791     | Половинский сельсовет            |
| 24 | Привольное       | село    | ↘275      | Привольненский сельсовет         |
| 25 | Романово         | деревня | ↘108      | Пищальский сельсовет             |
| 26 | Сумки            | село    | ↘1085     | Сумкинский сельсовет             |
| 27 | Сумки            | станция | 247       | Сумкинский сельсовет             |
| 28 | Сухмень          | село    | ↘380      | Сухменский сельсовет             |
| 29 | Трубецкой        | посёлок | ↘32       | Половинский сельсовет            |
| 30 | Успенка          | деревня | ↘97       | Половинский сельсовет            |
| 31 | Филиппово        | деревня | ↘224      | Половинский сельсовет            |
| 32 | Хлупово          | село    | ↘486      | Половинский сельсовет            |
| 33 | Чернавчик        | деревня | ↘111      | Сухменский сельсовет             |
| 34 | Чулошное         | село    | ↘378      | Половинский сельсовет            |
| 35 | Яровое           | село    | ↘327      | Яровинский сельсовет             |

## Экономика
Основу экономики района составляет сельскохозяйственное производство. Самые значительные по объёмам производимой продукции предприятия района — ЗАО «Степное», СХПК колхоз «Искра», ООО «Аграрник», ЗАО «им. Ленина», специализированные на выращивании крупного рогатого скота и зерновых культур, ООО «Филиппово». В последние годы активно привлекаются инвесторы — агрохолдинг «Кургансемена», тюменская агрофирма «КРиММ», ЗАО «Картофель».
В промышленности занято 8 предприятий. Основные отрасли — добыча полезных ископаемых, обрабатывающие производства, производство и распределение электроэнергии, воды и газа, обработка и утилизация неопасных отходов, утилизация отсортированных материалов. Наиболее крупные предприятия — МКП «Единство», ПАО СУЭНКО Курганские электрические сети Половинский РЭС, ООО «Половинский коммунальный сервис», ООО ТСК «Игнис».
В районе разработаны 7 месторождений полезных ископаемых (кирпично-черепичное сырье — 3 279 тыс.куб.м, питьевые подземные воды — 1 545 м³ в сутки, сапропель — 156 тыс. т).
Предприятий малого и среднего бизнеса — 235, из них 189 индивидуальные предприниматели и главы фермерских хозяйств.
Развита сеть частных магазинов, а также представлены торговые сети «Монетка», «Метрополис», «Магнит».

## Социальная сфера
На 2020 год в районе работает 8 дошкольных образовательных организаций, 15 школ и филиалов, 3 организации дополнительного образования. Работают одна больница, 21 ФАП, включая врачебные амбулатории.

## Культура и искусство
В районе работают 22 клуба и дома культуры, 21 библиотека и один музей.

## Транспорт
По территории района проходит автодорога Курган—Половинное—Воскресенское. Расстояние до Кургана — 87 км, до таможни на границе с Казахстаном — 23 км.

## Пресса
2 ноября 1931 года вышел первый номер газеты «Знамя колхозника», издававшейся до упразднения района в 1963 году. После восстановления района газета стала выходить под названием «За коммунизм», с 1991 года называется «Вестник района».

## Известные жители
- Герой Российской Федерации, родившийся на этой территории: А.Л. Черепанов (род. 1967)
- Герой Советского Союза, родившийся на этой территории: Н.В. Ермолаев (1924—1999)
- Герои Социалистического Труда, родившиеся на этой территории: Ф.М. Новиков (1925—2001), Ф.М. Половников (1924—1987), А.Л. Пузырёва (1926—1984), Е.И. Родионова (1904—1972)

### Руководители органов исполнительной власти

#### Председатель исполнительного комитета Половинского районного Совета народных депутатов
- 1990 — 1991 — Шелепов Анатолий Иокимович

#### Глава Администрации Половинского района
- 1996 — 2004 — Букуев Сергей Степанович

#### Глава Половинского района
- 2004 — 2010 — Кудрявцев Владимир Юрьевич
- март 2010 — октябрь 2015 — Ермолаев Юрий Николаевич
- 30 октября 2015 — 12 марта 2020 — Хачатурян Армэн Петросович, сложил полномочия[35]
- 16 марта 2020 — 17 ноября 2020 — и. о. Меньщиков Вадим Владимирович
- 17 ноября 2020 —  2022 — Меньщиков Вадим Владимирович; с 24 мая 2022 года — председатель ликвидационной комиссии, юридическое лицо Администрация Половинского района (ИНН 4517000597) находится в стадии ликвидации.

#### Глава Половинского муниципального округа Курганской области
15 июля 2022 года зарегистрирована Администрация Половинского муниципального округа Курганской области (ИНН 4500002275)
- с 11 июля 2022 — Меньщиков Вадим Владимирович

### Руководители органов законодательной власти

#### Председатель Половинской районной Думы
Половинская районная Дума сформирована в 1996 году в соответствии с Законом Курганской области от 05 февраля 1996 года № 37 «О местном самоуправлении в Курганской области» и Законом Курганской области от 22 июля 1996 года № 67 «О выборах депутатов представительных органов местного самоуправления Курганской области». В соответствии с Уставом района были избраны 19 депутатов.
- I созыв (выборы 24 ноября 1996 — 2000) — Букуев Сергей Степанович
- II созыв (выборы 26 ноября 2000 — 2004) — Журавлев Владимир Тарасович
- III созыв (выборы 28 ноября 2004 — 2010) — Ивахненко Петр Павлович

В соответствии с Уставом района были избраны 16 депутатов.
- IV созыв (выборы 14 марта 2010 — 2015) — Шалмин Николай Алексеевич

Дума пятого созыва была сформирована из глав поселений и из депутатов представительных органов поселений, избираемых представительными органами поселений из своего состава.
- V созыв (18 сентября 2015 — 2020) — Алтунин Владимир Семенович
- VI созыв (выборы 13 сентября 2020 — 19 мая 2022) — Романович Роман Олегович;
  - 19 мая 2022 — 5 декабря 2023 — Игнатьева Наталья Юрьевна,  председатель ликвидационной комиссии, юридическое лицо Половинская районная Дума (ИНН 4517009656) ликвидировано 5 декабря 2023 года

#### Председатель Думы Половинского муниципального округа
18 мая 2022 года зарегистрирована Дума Половинского муниципального округа Курганской области (ИНН 4500001190)
- I созыв (выборы 24 апреля 2022 — 2026) — Романович Роман Олегович